# Carbon Cliff (Illinois)
Carbon Cliff est un village situé au centre du comté de Rock Island dans l'Illinois, aux États-Unis. Le village est incorporé le 9 mars 1907.

## Démographie
Lors du recensement de 2010, le village comptait une population de 2 134 habitants. Elle est estimée, en 2016, à 2 014 habitants.

### Source de la traduction
- (en) Cet article est partiellement ou en totalité issu de l’article de Wikipédia en anglais intitulé « Carbon Cliff, Illinois » (voir la liste des auteurs).